# Via verda del riu Tajuña

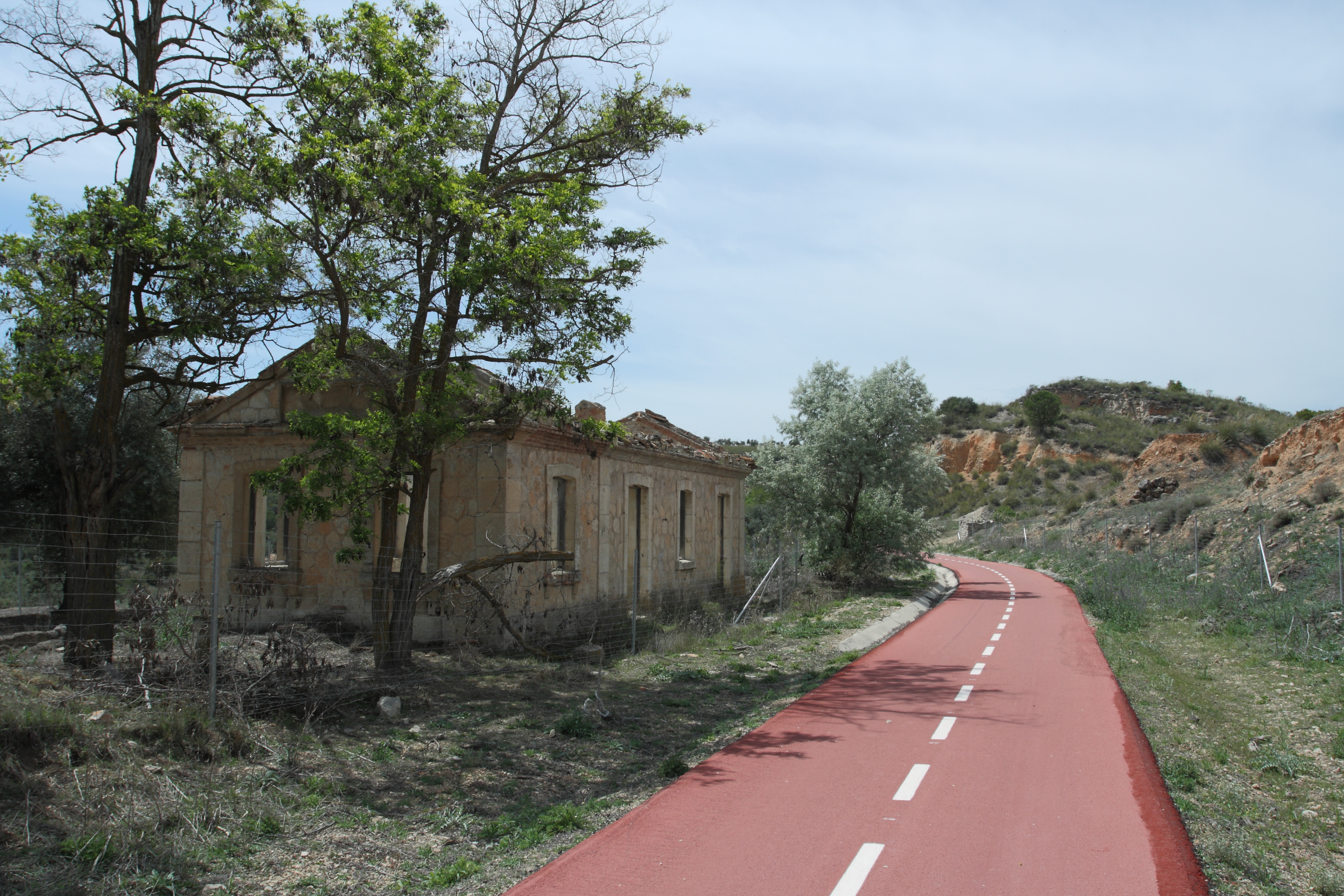
Via verda del Tajuña al seu pas per l'antiga estació de Tajuña, km 21.

La via verda del riu Tajuña és una via verda que parteix de la localitat madrilenya d'Arganda del Rey i finalitza en Ambite, també en la Comunitat de Madrid (Espanya), que segueix l'antic traçat del ferrocarril del Tajuña. Existeix una alternativa d'acabar en Estremera, prenent el desviament en Carabaña.
La via verda del Tajuña discorre paral·lela al riu del mateix nom, per un agradable paisatge de vegas. Aquesta antiga via de tren remolatxer reconvertida en ruta ciclista ens acosta a pobles de riques tradicions com Morata de Tajuña, Tielmes i Carabaña. Té una longitud de 47 quilòmetres aproximadament.

## Recorregut
La sendera comença a Arganda del Rey, prop de l'Hospital d'Arganda, i del metro. Després d'un tram de lleugera pujada de cinc quilòmetres aproximadament s'arriba a la Cementera de Valderrivas, després de coronar l'alt, es descendeixen 6 quilòmetres fins a arribar a Morata de Tajuña. Els següents pobles són Perales de Tajuña, Tielmes, Carabaña, i un desviament ens deixa l'opció de seguir fins a Orusco i acabar en l'antiga estació de tren de Ambite, (reconvertida en bar i piscina municipal del poble) o bé prendre la Via verda del Tren dels 40 dies fins a Estremera. El traçat íntegrament està asfaltat i convenientment senyalitzat, encara que hi ha trajectes en els quals la via es comparteix amb vehicles a motor.